# Кузнецов Євген Володимирович
Євген Володимирович Кузнецов (рос. Евгений Владимирович Кузнецов, 12 квітня 1990) — російський стрибун у воду, олімпійський медаліст.

## Виступи на Олімпіадах
| Олімпіада   | Дисципліна                   | Місце |
| ----------- | ---------------------------- | ----- |
| Лондон 2012 | трамплін                     | 14    |
| Лондон 2012 | синхронні стрибки з трамліна | 2     |

## Зовнішні посилання
- Досьє на sport.references.com [Архівовано 17 квітня 2020 у Wayback Machine.]